# Michel Montreuil
Michel Montreuil est un boxeur belge né le 26 décembre 1897 et mort en 1959. Il est le troisième boxeur belge à remporter le titre de champion d'Europe des poids mouches après Arthur Wyns et Piet Hobin.

## Biographie
En 1922, Montreuil surprend André Routis à Paris en le mettant knockout, le premier de la carrière du Français, sur un direct au front dans la deuxième reprise.
Champion d'Europe des poids mouches en 1923, il s'incline par KO face au champion d'Europe des poids coqs Charles Ledoux.